# Sowt Gavāber
Sowt Gavāber är en ort i Iran.   Den ligger i provinsen Gilan, i den nordvästra delen av landet, 210 km nordväst om huvudstaden Teheran. Sowt Gavāber ligger 311 meter över havet och antalet invånare är 251.
Terrängen runt Sowt Gavāber är huvudsakligen kuperad, men norrut är den platt.Runt Sowt Gavāber är det ganska tätbefolkat, med 155 invånare per kvadratkilometer. Närmaste större samhälle är Lāhījān, 18,7 km nordost om Sowt Gavāber. I omgivningarna runt Sowt Gavāber växer i huvudsak blandskog.